# Амазонская красная белка
Амазонская красная белка (лат. Sciurus igniventris)  — вид грызунов из рода белок (Sciurus) семейства беличьих. Встречается на севере Южной Америки.

## Описание
Амазонская красная белка достигает длины 24,0 до 29,5 см и массы от 500 до 900 граммов, при этом  длина хвоста составляет от 24,0 до 30,5 см. Цвет спины животных варьирует от тёмно-каштанового до рыжего или ржаво-рыжего до желтовато-оранжевого с чёрными пестринками. Уши лишь слегка опушены и четко возвышаются над лбом, окрашенным в чёрный цвет. Пятна за ушами отсутствуют или имеют очень нечёткий ярко-жёлтый цвет. Ступни ярко окрашены светло-рыжие (почти оранжевые) или рыжие тона без какой-либо примеси чёрного цвета. Брюшная сторона резко отличается по окраске от окраски спины и иногда отграничена на боках тёмной линией, бледно-рыжей, ярко-рыжей или беловатой. Хвост густой и чёрный у основания, к концу от светло-рыжего до ржаво-красного. Для некоторых особей характерна меланистическая окраска.

## Распространение
Амазонская красная белка встречается на севере Южной Америки в Колумбии, Венесуэле, Эквадоре, Бразилии и Перу.

## Образ жизни
Амазонская красная белка обитает в низинных тропических лесах в бассейне Амазонки, встречается в первичных лесах, а также в нарушенных лесных районах. Этот вид ведёт дневной образ жизни и преимущественно растительноядны, питаясь, в основном,  семенами  крупных деревьев, толстую и твердую семенную оболочку которых они могут разгрызть благодаря своим сильным челюстям и зубам. Их  легко обнаружить по очень громким звукам, с которыми они грызут. Они также едят плоды других деревьев и пальм, орехи и, реже, насекомых. Эта белка часто ищет пищу в кронах деревьев, а также на земле, в нижнем кустрниковом ярусе и на деревьях. Этот вид ищет пищу, как правило,  в одиночку и встречают других особей только в районах, где пищевые ресурсы наиболее богаты. Они быстро пугаются и при угрозе скрываются в подлеске на земле. Звуки издаёт редко, при тревоге издают короткую серию низкочастотных «чоканий».

## Систематика
Амазонская красная белка рассматривается как отдельный вид внутри рода белок (Sciurus), включающем почти 30 видов. Научное первое описание было проведено Иоганном Андреасом Вагнером в 1842 году, который описал этот вид на основе особей из Бразилии из региона Амазонки к северу от Риу-Негру. Вместе с южноамазонской белкой (Sciurus spadiceus) этот вид иногда относят к подроду Urosciurus.
Внутри вида выделяют два подвида:
- Sciurus igniventris igniventris: номинативная форма; обитает в восточной части ареала в Венесуэле, Бразилии и Перу. Подвид имеет охристо-красноватую окраску спины и ржаво-красное брюшко.
- Sciurus igniventris cocalis: обитает в западной части ареала в Колумбии, Эквадоре и северном Перу. На спине от головы до хвоста имеется темная черноватая полоса, брюхо от бледно-охристого до песочного цвета.

## Природоохранный статус и угрозы
Амазонская красная белка внесена в список видов, вызывающих наименьшее беспокойство Международного союза охраны природы и природных ресурсов (МСОП). Это объясняется её большим ареалом, однако рекомендовано провести повторную оценку из-за растущей утраты мест обитания и их серьезной фрагментации
В некоторых частях ареала, таких как Лимонкоча, Эквадор и регион вокруг Икитос в Перу, на этот вид охотятся как на источник мяса. В некоторых райнах этот вид также является популярным домашним животным, и белок отлавливают для продажи.